# Боарне
Боарне (на френски: Beauharnais, Beauharnois) е френска благородническа фамилия от 14-ти век до наши дни. Най-старият известен неин представител е Гийм дьо Боарне, буржоа и земевладелец от Орлеан. Потомството му е приобщено към аристокрацията през 15-ти век.
Родът Боарне придобива историческа известност с Александър, виконт дьо Боарне (1760 – 1794). Той е офицер, участва във войната за независимост на САЩ, а през 1789 г. е депутат в Генералните щати на Франция. По време на Великата френска революция получава генералско звание, а през 1793 г. командва Рейнската армия. Гилотиниран е от якобинците през 1794 г. Женен е за Жозефин Таше дьо ла Пажри (1763 – 1814), която след смъртта на съпруга си, по време на Директорията, става една от най-известните дами в Париж. През 1796 г. тя сключва втори брак с генерал Наполеон Бонапарт. Спечелила голямо влияние над него, става императрица през 1804 г. След като не успява да роди наследник през 1809 г. Наполеон I се развежда с нея. Жозефин запазва титлата „императрица“ и поддържа свой двор край Париж. Умира малко след първата абдикация на Наполеон I (1814). От първия си брак с виконт Александър тя има две деца. Нейната дъщеря Ортанс дьо Боарне (1783 – 1837) е принудена да се омъжи през 1802 г. за по-малкия брат на Наполеон, Луи Бонапарт. Осиновена е от императора през 1806 г. Същата година, след коронацията на съпруга ѝ, става кралица на Холандия. През 1810 г. Луи Бонапарт абдикира и се разделя с Ортанс. Тя заживява в Париж, където поддържа прочут салон. Напуска Франция след втората реставрация на Бурбоните (1815) и се установява в швейцарския замък Арененберг под името херцогиня Дьо Сен-Льо. Майка е на бъдещия френски император Наполеон III Бонапарт.
Братът на Ортанс дьо Боарне, Йожен дьо Боарне (1781 – 1824) също е осиновен от Наполеон Бонапарт през 1806 г. Заема висши военни и административни постове, а през 1805 г. е назначен за вицекрал на Италия. През 1806 г. се жени за принцеса Августа, дъщеря на баварския крал Максимилиан I Йозеф. През 1817 г. неговият тъст му дава титлите „херцог на Лойхтенберг“ и „принц на Айхщет“. Баща е на: Жозефин, съпруга на шведския крал Оскар I; Евгения, сключила брак с княз Константин фон Хоенцолерн-Хехинген; Амели, съпруга на бразилския крал Педро I (Педро IV в Португалия) и Теоделина, омъжена за граф Вилхелм фон Урах. По-големият му син Огюст (1810 – 1835) е провъзгласен за принц на Португалия чрез брака си с кралица Мария II да Глория де Браганса. По-малкият от синовете на Йожен дьо Боарне, херцог Максимилиан дьо Боарне Лойхтенберг (1817 – 1852), постъпва на служба в руската армия и чрез него родът е приобщен към аристокрацията на Русия. Женен е за великата княгиня Мария Николаевна, дъщеря на император Николай I Романов. Неговите потомци получават по-късно и титлата „князе Романовски“. Дъщеря му Мария е омъжена за принц Вилхелм фон Баден, а другата, Евгения, става съпруга на херцог Александър фон Олденбург. Един от синовете на херцог Максимилиан, княз Сергей Лойхтенбергски (1840 – 1877) е адютант на император Александър II Романов и умира в България по време на Руско-турската война (1877 – 1878). Братът на княз Сергей, херцог Евгений (1847 – 1901) е женен два пъти: за Дария Опочинина и за Зинаида Скобелева. От първия си брак има дъщеря Дария, която слез 1917 г. живее в емиграция. Най-малкият син на херцог Максимилиан, Георгий (1852 – 1912), взема за съпруга херцогиня Тереза фон Олденбург. След смъртта ѝ той сключва втори брак с черногорската княгиня Анастасия, дъщеря на крал Никола I Петрович-Негош, с която се развежда през 1906 г. Раждат им се две деца: херцог Сергей (1890 – 1974) и Елена (1892 – 1971), омъжена за полския граф Стефан Тишкевич.
Най-големият от синовете на херцог Максимилиан дьо Боарне Лойхтенберг, Николай (1843 – 1891) се жени за руската аристократка Надежда Аненкова, която ражда двама синове. По-големият, Николай (1868 – 1928), сключва брак с графиня Мария Грабе. Умира в емиграция във Франция. Негови деца са: Александра (1895 – 1969), Николай (1896 – 1937), Надежда (1898 – 1962), Максимилиан (1900 – 1906) и Мария (1907 – 1992). Дъщерите на Николай Максимилианович са омъжени в емиграция. Първата, след развода си с княз Левон Меликов, за Николай Терешченко, втората, за музиканта Лев Молиевски, а третата – за граф Николай фон Менгден. Синът му Николай емигрира в Германия и се жени последователно за Олга Фомина и за Елизабет Мюлер-Химлер. От втория му брак се раждат Евгения-Елизабет (1929 – 2006) и Николай-Александър (р. 1933). Другият му син, Сергей (1903 – 1966), има три брака: с Анна Наумова, Кира Волкова и Олга Виксберг. От първия си брак (в емиграция) има четири дъщери: Мария (1926 – 2005) и Анна (р. 1928), омъжени в САЩ, Олга (1931 – 2007) и Наталия (р. 1934). От третия му брак се ражда син на име Сергей (1955 – 2000). По-малкият син на Николай Максимилианович, Георгий (1872 – 1929) е женен за княжна Олга Репина. Двамата стават родители на шест деца. Най-голямата от дъщерите, Елена (1895 – 1977), се омъжва в емиграция за руския аристократ Аркадий Угричист-Требински, втората, Наталия (1900 – 1995), за барон Владимир Мелер-Закомелски, а третата, Тамара (1901 – 1999), за Константин Карамфилов. Най-големият син Дмитрий (1898 – 1972) е женен за Екатерина Арапова, която ражда две деца: Елена (1922 – 2013) и Георгий (1927 – 1963). Вторият син, Андрей (1905 – 1919), умира като малък, а третият, Константин (1909 – 1983) сключва брак с княжна Дария Оболенска и има две дъщери: Ксения (р. 1930), съпруга на граф Дмитрий Грабе и Олга (р. 1932), омъжена за Олег Гайденбуров.